# بابی دایموند
بابی دایموند (انگلیسی: Bobby Diamond؛ زادهٔ ۲۳ اوت ۱۹۴۳) بازیگر و وکیل اهل ایالات متحده آمریکا است.
از فیلم‌ها یا برنامه‌های تلویزیونی که وی در آن نقش داشته است، می‌توان به هوابرد و فیوری اشاره کرد.